# Terárium

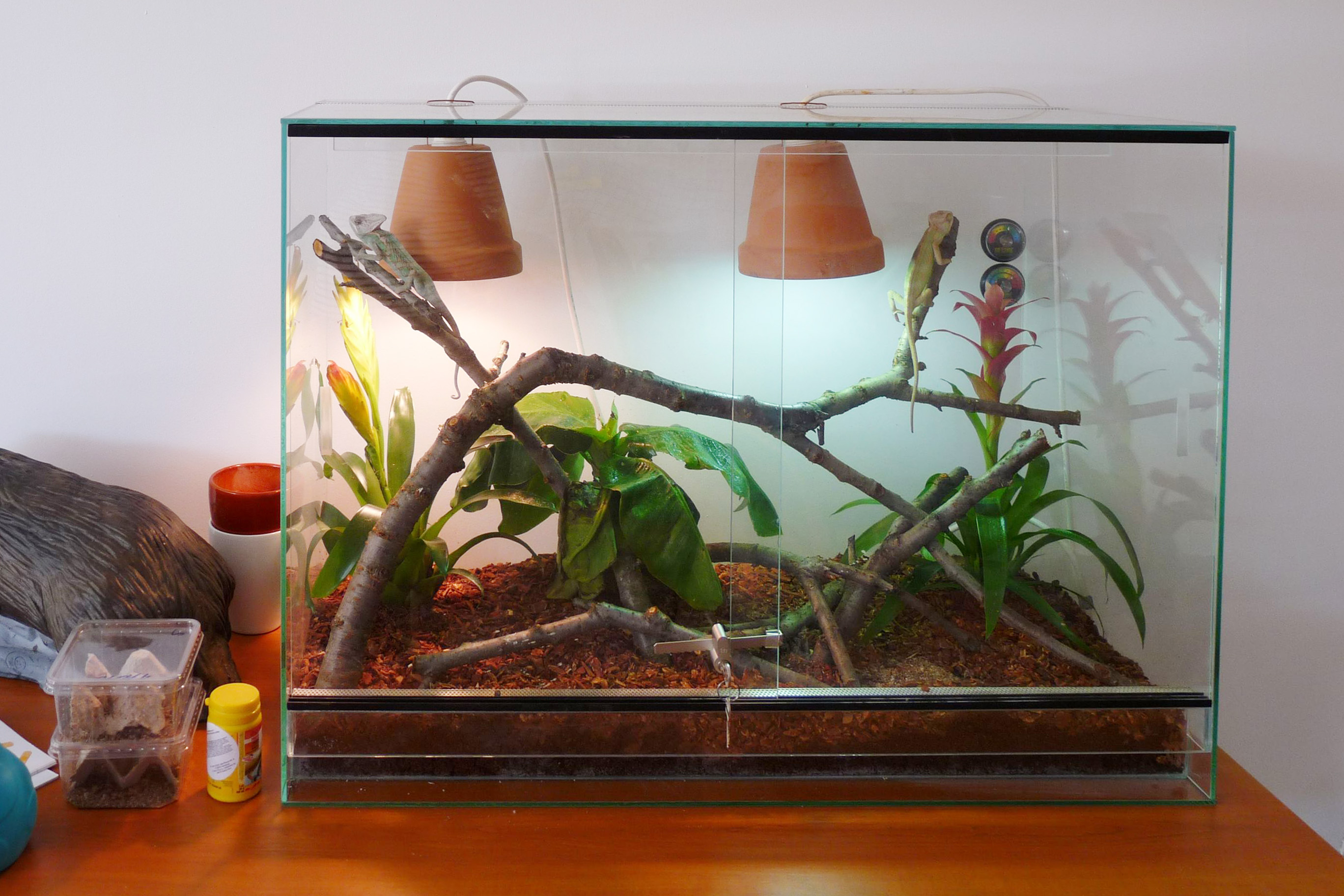
Terárium

Terárium je zařízení k chovu bezobratlých živočichů, plazů a obojživelníků. Využíváno není jen pro zvířata, ale i rostliny.
Zprvu se používalo drátěných terárií vykládaných kousky slídy nebo malých sklíček (podobně jako okna kostelů) a později se přešlo k celoskleněným teráriím podobným těm dnešním.

## Druhy terárií

### Pouštní terárium
Toto terárium se stejně jako klima na poušti vyznačuje nízkou vlhkostí a vysokou teplotou. Toto terárium má velkou plochu dna, intenzivní osvětlení a spodní i horní vyhřívání. Substrátem je pouštní písek, který by měl být v jednom rohu neustále vlhký. Protože i pouštní zvířata potřebují pít, součástí má být miska s vodou.

### Tropické terárium
Tropické terárium je hustě osázené terárium s velmi vysokou vlhkostí (70–80 %) a intenzivním osvětlením minimálně 1700 lux. Jako substrátu se používá např. kůry z jele nebo lignocel. Pro udržování vysoké vlhkosti je možné také umístit vodopád nebo fontánku, což je také velmi efektní.

### Standardní terárium
Standardní terárium je kompromis mezi teráriem tropickým a pouštním. Je určeno především pro živočichy z mírného pásma a subtropů. Lze ho použít i jako univerzální za předpokladu, že se teplota a vlhkost přizpůsobí potřebám chovaného živočicha.

### Síťové terárium
Terárium musí zaručovat neustálý přísun čerstvého vzduchu, nezbytné pro plazy z horských oblastí. Velmi dobré uplatnění najde i jako dočasný venkovní příbytek během teplých letních měsíců.
Dobře zařízené terárium splňující všechny podstatné faktory, které chovaný druh zvířete vyžaduje. Má být imitací přírody v bytě a má sledovat přirozený způsob života jeho obyvatel jako je získávání potravy, páření nebo naopak výhrůžné chování.